# هادی چوپان
هادی چوپان (زادهٔ ۴ مهر ۱۳۶۶)، بدن‌ساز حرفه‌ای اهل ایران است. او از سال ۱۳۷۹ ورزش پرورش اندام را آغاز کرد و از سال ۱۳۹۰ تا ۱۳۹۵ عضو ثابت تیم ملی بدن‌سازی ایران بوده است. او تنها ایرانی و دومین آسیایی پس از سمیر بنوت است که توانسته قهرمان مستر المپیا شود.
نخستین حضور چوپان در مستر المپیا مربوط به سال ۲۰۱۹ بود. او در مستر المپیا ۲۰۲۲ موفق به کسب عنوان قهرمانی شد. چوپان در سال بعد موفق به دریافت مقام دوم مستر المپیا شد. تنها بدن‌سازان ایرانی که پیش از چوپان توانسته بودند از ایران به مستر المپیا رفته و رقابت کنند، شهریار کمالی و بیت‌الله عباس‌پور بودند که شهریار در سال ۲۰۰۱ موفق به دریافت جایگاه دهم در دستهٔ اوپن و بیت‌الله هفدهمین مرد مستر المپیا در سال ۲۰۱۳ در دستهٔ ۲۱۲ پوندی‌ها لقب گرفت.

## زندگی
هادی چوپان ۴ مهر ۱۳۶۶ در روستای لرنشین بختیاری ابنو شهرستان سپیدان، استان فارس زاده شد. وی دارای ۳ فرزند؛ دو پسر و یک دختر است. چوپان در کودکی به فیلم‌های رزمی و بازیگری آرنولد علاقه‌مند بود. در ۱۳ سالگی برای اولین‌بار در یک باشگاه ورزشی ثبت‌نام کرده است. او در ابتدا ورزش کشتی و ورزش‌های رزمی را شروع کرد، بعد از آسیب دیدگی در ورزش رزمی با تشویق مربی کشتی خود به فعالیت در پرورش اندام روی آورد. سال ۱۳۷۹ شروع بدن‌سازی‌اش با ۴۷ کیلو وزن از باشگاه پارس متعلق به جمشید اوجی بوده است و اولین مدال ملی خود را در سال ۸۴ در ۱۸ سالگی به‌دست‌آورد. وی دلیل انتخاب این ورزش را این‌گونه بیان می‌کند: 
دلیل اینکه به این ورزش روی آوردم این بود که کنجکاو بودم دربارهٔ بدن انسان بیشتر بدانم. همه ورزش‌ها قرار نیست قدرتی باشد. ورزشکاری که نمای بدنی زیبای نداشته باشد مشخص نمی‌شود که ورزشکار است. پرورش اندام تابلوی تبلیغاتی ورزش است.

علاوه بر آن با رشته‌هایی که خشم یا قدرت‌نمایی انسان‌ها را به یکدیگر نشان می‌دهد، مخالف هستم. معتقدم ورزش باید مهربان باشد و انسانیت را ترویج دهد. عقیده ندارم که با خم کردن کمر حریفم به پیروزی برسم. در پرورش اندام ورزشکاران به هم لطمه نمی‌زنند.
نخستین مربی او به‌مدت ۵ سال جمشید اوجی بود، پس از آن ۳ سال مربی نداشت، سپس از ۲۰۱۳ تا ۲۰۱۶ علی نعمتی مربی‌گری او را بر عهده داشته که فعالیت‌های بین‌المللی او در همین زمان آغاز شده است، بعد از او هنی رامبد عهده‌دار مربی‌گری او بوده است. او در سال ۸۹ به تیم ملی راه پیدا کرد. هادی چوپان در محافل جهانی ملقب به ″گرگ ایرانی″ (به انگلیسی: The Persian Wolf) است.

## حضور در مستر المپیا

### مستر المپیای ۲۰۱۹
در سال ۲۰۱۹، چوپان توانست عنوان سومی مستر المپیا را کسب کند و برندهٔ ۱۰۰ هزار دلار جایزه شود. او هم‌چنین موفق به دریافت جایزهٔ بخش انتخاب بدن‌ساز محبوب توسط تماشاگران با عنوان «قهرمان مردمی» که به‌تازگی به این مسابقات افزوده شده‌بود، نیز گردید. چوپان برای حضور در این رقابت‌ها با مشکلات مالی و سیاسی مواجه بود. چرا که در سال پیروزی‌اش، طبق فرمان اجرایی ۱۳۷۶۹، صدور ویزای آمریکا برای ایرانیان ممکن نبود و به گفته خودش جایزه‌اش تنها بخشی از هزینه‌های قهرمانی‌اش را پوشش می‌دهد.

### مستر المپیای ۲۰۲۱
او موفقیت خود را در سال ۲۰۲۱ با کسب مقام سوم مستر المپیا و دریافت مدال برنز تکرار کرد.

### مستر المپیای ۲۰۲۲
چوپان در چهل و هشتمین دورهٔ مستر المپیا در سال ۲۰۲۲ که از تاریخ ۱۵ تا ۱۸ دسامبر در لاس وگاس برگزار شد، توانست ممدوح السبیعی را شکست دهد و در نهایت در فینال و مقابل درک لانسفورد، با فاصلهٔ بسیار کمی از او، پیروز شد و چوپان به عنوان نخستین ایرانی و دومین آسیایی به مقام قهرمانی دست یافت و صاحب مدال طلا شد، او هم‌چنین برندهٔ جایزه ۴۰۰ هزار دلاری قهرمانی مسابقات شد.

#### پس از قهرمانی
وی پس از قهرمانی، جایزه‌اش را به «زنان ایرانی» تقدیم کرد و گفت امیدوار است این مدال از غم‌های مردم ایران بکاهد. او پس از قهرمانی گفت:
امیدوارم این مقام جزئی از غم‌های مردم ایران را حل کرده باشد. توانسته باشم نماینده و سرباز خوبی برای ایران باشم و این مدال را تقدیم می‌کنم به کل بانوان شریف ایران و مردم ایران هرکجای دنیا که هستند. امیدوارم که همیشه شادی مهمان خانه همه بندگان خدا باشد و نژادپرستی بین ما نباشد و با هم دوست باشیم از هر کشوری که هستیم، به همدیگر افتخار کنیم.

##### مراسم استقبال
پس از بازگشت از آمریکا، مردم شیراز با حضور گسترده خود از هادی چوپان استقبال کردند. مردم در مراسم استقبال شعار «باشرف باشرف» سر دادند.

### مستر المپیای ۲۰۲۳
او در سال ۲۰۲۳ به فینال مسابقات راه یافت و موفق به دریافت مقام دوم شد.

## آرنولد کلاسیک ۲۰۲۴
هادی چوپان در مسابقات آرنولد کلاسیک ۲۰۲۴ توانست عنوان قهرمانی را به‌دست‌آورد. مهم‌ترین رقیب او سامسون داودا بود. چوپان با قهرمانی در این مسابقات، پنجمین قهرمان پرورش اندام تاریخ است که بعد از رانی کولمن، جی کاتلر، دکستر جکسون و برندون کوری به عنوان قهرمانی در هر دو مسابقهٔ مستر المپیا و آرنولد کلاسیک دست یافته است؛ هم‌چنین او پس از کوین لورون، فلکس ویلر و ویلیام بوناک، چهارمین نفری است که در اولین حضورش در این مسابقات، به عنوان قهرمانی دست یافته است.
چوپان جایزه عنوان قهرمانی خود را از آرنولد شوارتزنگر دریافت کرد و برنده مبلغ ۳۰۰ هزار یورو شد.

او در جریان گفتگو با آرنولد گفت: 
زمانی که بچه بودم، پول زیادی خرج می‌کردم تا فیلم‌هایت را ببینم. بزرگ‌ترین آرزویم هم این بود که یک روز آرنولد را از نزدیک ببینم و عکس بگیرم. امروز با آرنولد هر دو قهرمان مستر المپیا هستیم. هر دو برای دنیا قهرمان هستیم و اسطوره آرزوهایم به من جایزه و کاپ می‌دهد. باعث افتخار من است که بزرگ‌ترین بدن‌ساز دنیا امروز به من مدال و کاپ می‌دهد. من خیلی خوشحالم؛ برای اینکه شما را می‌بینم و کنار شما ایستادم و افتخار می‌کنم که یک عکس با شما دارم.

آرنولد قهرمانی چوپان را به او تبریک گفت و افزود: 
تو بدون شک بهترین بودی.
پس از دو هفته هادی چوپان با حضور در همین مسابقه در انگلستان فاتح مدال طلای مسابقات آزاد مردان آرنولد کلاسیک شد و آن را از دستان آرنولد شوراتزنگر و رونی کلمن دریافت کرد.

## افتخارات
- ۱۵ مدال طلای استانی شامل فارس و تهران
- ۶ مدال کشوری شامل ۳ طلا، ۲ نقره و ۱ برنز
- مدال نقرهٔ جهان، ۲۰۱۲
- مدال طلای آسیا، ۲۰۱۳
- اوورال آسیا، ۲۰۱۳
- مدال طلای جهان، ۲۰۱۳، ۲۰۱۴، ۲۰۱۵
- طلای اورال مِستر المپیا، ۲۰۱۷
- نقرهٔ مسابقات شروکلاسیک، ۲۰۱۷
- نقرهٔ مسابقات گرَند پری، ۲۰۱۷
- نقرهٔ مسابقات سان مارینو، ۲۰۱۷[۲۵]
- نقرهٔ دبی اکسپو، ۲۰۱۸
- طلای مسابقات مستر المپیا، پرتغال، ۲۰۱۸[۲۶]
- طلای مسابقات گرَند پری کرهٔ جنوبی، ۲۰۱۸[۲۷]
- طلای مسابقات ونکوور پرو کانادا، ۲۰۱۹[۲۸][۲۹][۳۰][۳۱][۳۲]
- مقام سوم و کسب مدال برنز مستر المپیا ۲۰۱۹[۳۳][۳۴]
- مقام چهارم مستر المپیا ۲۰۲۰
- مقام سوم و کسب مدال برنز مستر المپیا ۲۰۲۱[۳۵][۱۷]
- قهرمانی و کسب مدال طلای مستر المپیا ۲۰۲۲
- مرد سال ورزش ایران، ۱۴۰۱[۳۶]
- مقام دوم و کسب مدال نقرهٔ مستر المپیا ۲۰۲۳
- قهرمانی مسابقات آرنولد کلاسیک، ۲۰۲۴
- مقام دوم و کسب مدال نقرهٔ مستر المپیا ۲۰۲۴